# 폴란인 (동슬라브족)

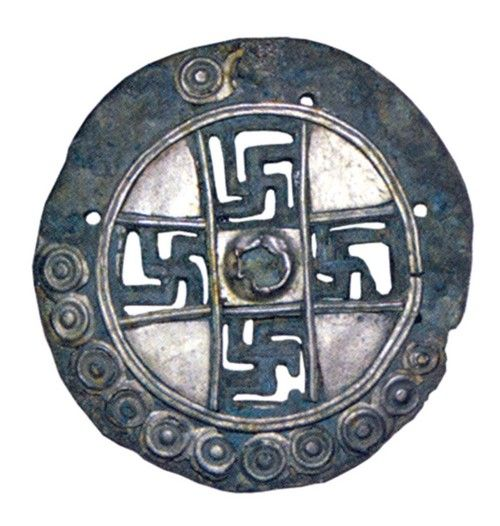
폴란인의 피불라. 벨라루스에서 발굴된 유물.

폴란인(우크라이나어: Поляни 폴랴니[*], 폴란드어: Polanie 폴라니에[*])은 6세기-9세기에 드네프르강 양안에 살았던 동슬라브족 민족이다. 폴인의 조상인 서슬라브족 폴란인과는 이름도 어원도 같지만 서로 무관하다.
폴란인이라는 이름은 고대 동슬라브어로 "들판"이라는 뜻의 "поле"에서 비롯되었다. 원초연대기에 따르면 "그들은 들판에 살았다(занеже в поле седяху)."
폴란인들이 살던 땅은 바랑기아-그리스 교역로가 지나가는 지역으로, 당대 북유럽과 흑해, 즉 동로마 제국을 연결하는 요지였다. 이 지역에는 드레블랴네족, 라디미치인, 드레고비치인, 세베리아인 등 다른 동슬라브족 민족들도 살았으며 그들은 강을 통해 서로 모두 연결되어 있었다. 9세기-10세기에 폴란인들은 농지경작, 목축, 수렵, 어로, 양봉, 공예(대장, 주물, 도예, 금세공 등) 등을 하며 살았다. 이 일대에서 발견되는 수천 개의 쿠르간들은 이 지역의 인구밀도가 상대적으로 높았음을 시사한다. 그들은 흙으로 반쯤 덮인 복토가옥에 살았으며, 의복과 장신구는 소박했다. 기독교로 개종하기 전에는 망자를 화장하고 그 위에 쿠르간 같은 둑을 세웠다.
연대기들의 내용에 따르면 폴란인들은 부족 단계에 머무른 다른 동슬라브족에 비해 상대적으로 사회가 발달해 있었음을 반복적으로 언급한다. 880년대에 폴란인들을 비롯한 동슬라브인들은 올레크 베시에게 정복당했다. 키예프를 세운 이들 중에 폴란인 출신들도 이름이 거론된다(키이, 슈체크, 코리우, 리비드).
연대기에 채록된 전설들에 따르면 폴란인들의 도시들로는 키이우, 페레야슬라우, 로디나, 비슈호로드, 벨고로드, 카니우가 있었다. 10세기가 되면 "폴란인"이라는 말은 더 이상 쓰이지 않게 된다. 부족공동체로서 폴란인이 마지막으로 언급되는 것은 944년 기사다.

## 같이 보기
- 레흐와 체흐와 루스
- 드레블랴네족